# Maria das Graças Volpe Nunes
Maria das Graças Volpe Nunes é uma cientista da computação brasileira conhecida por seus trabalhos sobre processamento de linguagem natural. Foi a coordenadora do projeto que desenvolveu o corretor ortográfico do Microsoft Word. É professora do Instituto de Ciências Matemáticas e de Computação da Universidade de São Paulo.